# دیوید وست‌هد
دیوید وست‌هد (انگلیسی: David Westhead؛ زادهٔ ۱ ژوئن ۱۹۶۳) بازیگر اهل بریتانیا است. وی از سال ۱۹۸۸ میلادی تاکنون مشغول فعالیت بوده‌است.
از فیلم‌ها یا برنامه‌های تلویزیونی که وی در آن نقش داشته‌است، می‌توان به فراسوی دریا، بانوی آهنی، وایلد، پوآرو، بازرس فویل، محافظ شخصی و خانم براون اشاره کرد.